# Дубовка (Ровненская область)
Дубовка (укр. Дубівка) — село в Каноничской сельской общине Варашского района Ровненской области Украины.
До 2020 года входило во Владимирецкий район.
Население по переписи 2001 года составляло 796 человек. Почтовый индекс — 34333. Телефонный код — 3634. Код КОАТУУ — 5620884902.